# Mane (Einheit)
Mane war ein ungarisches Gewichtsmaß in den Kupferbergwerken.
- 1 Mane = 100 Pfund (Erz)